# Fiodor Briedow

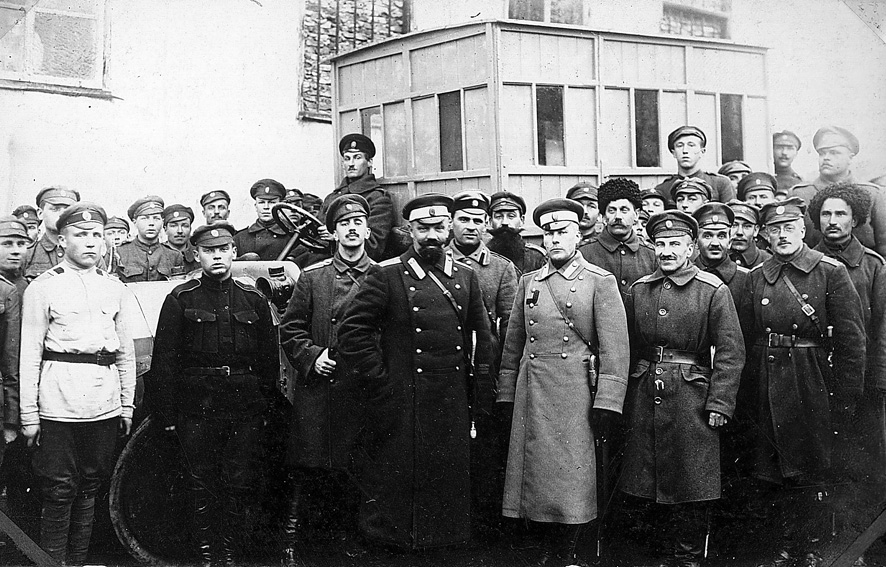
Gen. Aleksandr Kutiepow na emigracji w Bułgarii 1922. Pierwszy po lewej, za Kutiepowem, Fiodor Briedow

Fiodor Emiliewicz Briedow, ros. Федор Эмнльевич Бредов (ur. 22 kwietnia 1884 w Iwangorodzie w Rosji, zm. 15 marca 1959 w San Francisco) – rosyjski wojskowy, generał major, emigracyjny działacz kombatancki, brat Nikołaja Emiliewicza Briedowa.
W 1901 ukończył 1 Korpus Kadetów, zaś w 1903 Pawłowską Szkołę Wojskową. Od 1903 służył w Finlandzkim Pułku Lejbgwardii. W 1909 ukończył Nikołajewską Akademię Sztabu Generalnego. Został dowódcą kompanii w swoim macierzystym pułku. Od lutego 1912 był zastępcą starszego adiutanta w sztabie Irkuckiego Okręgu Wojskowego.
Brał udział w I wojnie światowej. Był szefem sztabu 63 Dywizji Piechoty. Na początku 1915 w stopniu podpułkownika został szefem sztabu 8 Dywizji Piechoty. Latem tego roku weszła ona w skład garnizonu Twierdzy Nowogieorgiewskiej, po czym w sierpniu wraz z garnizonem twierdzy poddała się armii niemieckiej.
Pod koniec 1918 uwolniony z niewoli niemieckiej przystąpił do Białych. Od lutego 1919 służył w sztabie Frontu Południowo-Zachodniego Sił Zbrojnych Południa Rosji gen. Antona Denikina. Od 22 lipca tego roku pełnił funkcję szefa sztabu 3 Dywizji Piechoty gen. Michaiła G. Drozdowskiego. Uczestniczył w walkach z bolszewikami podczas natarcia na Orzeł i odwrotu do Noworosyjska. Awansował do stopnia pułkownika. W sierpniu 1920 został szefem sztabu II Korpusu Armijnego. Po ewakuacji wojsk białych z Krymu do Gallipoli w listopadzie tego roku, został tam wyznaczony szefem sztabu 1 Dywizji Piechoty. Na początku 1921 awansował na generała majora. W kwietniu 1922 zamieszkał w Bułgarii, gdzie pełnił nominalną funkcję szefa sztabu 1 Dywizji Piechoty.
W okresie II wojny światowej podjął współpracę z Niemcami. Wstąpił do Rosyjskiego Korpusu Ochronnego, zostając adiutantem w 1 junkierskim batalionie. Następnie był kolejno adiutantem w 2 batalionie 2 pułku, adiutantem w 3 pułku, dowódcą 5 kompanii 3 pułku, dowódcą 1 batalionu 5 pułku. Na początku 1945 został ranny. Był odznaczony Żelaznym Krzyżem 2 klasy. Po zakończeniu wojny wyjechał do USA, gdzie stał na czele zrzeszenia byłych żołnierzy Finlandzkiego Pułku Lejbgwardii. Zmarł 15 marca 1959.